# 前王庄耶稣圣心堂
前王庄耶稣圣心堂是一座位于中国济南市历城区前王村的一座天主教堂，始建于1750年（清乾隆十五年），1937年因黄河泛滥被毁，1938年济南天主教会又在原址修建新堂，至1958年教堂被政府接管改做它用。1987年中国恢复宗教政策，落实宗教政策，政府将教堂及其所在的土地使用权全部归还教会，经修缮后，教堂得以正常使用。1996年，为配合前王村旧村改造工程，教堂被拆除，并以置换的方式在原村二队打谷场划地重建，占地面积786.2平方米。1996年至1998年，前王村教友通过自筹及募捐在置换土地上兴建了教堂及附属建筑物，其中主教堂建筑面积171.89平方米、层高6.2米、钟楼高18米、附属配房建筑面积230.25平方米，并有大门院墙，独成一院。2018年8月被拆除。